# Pantförpackning

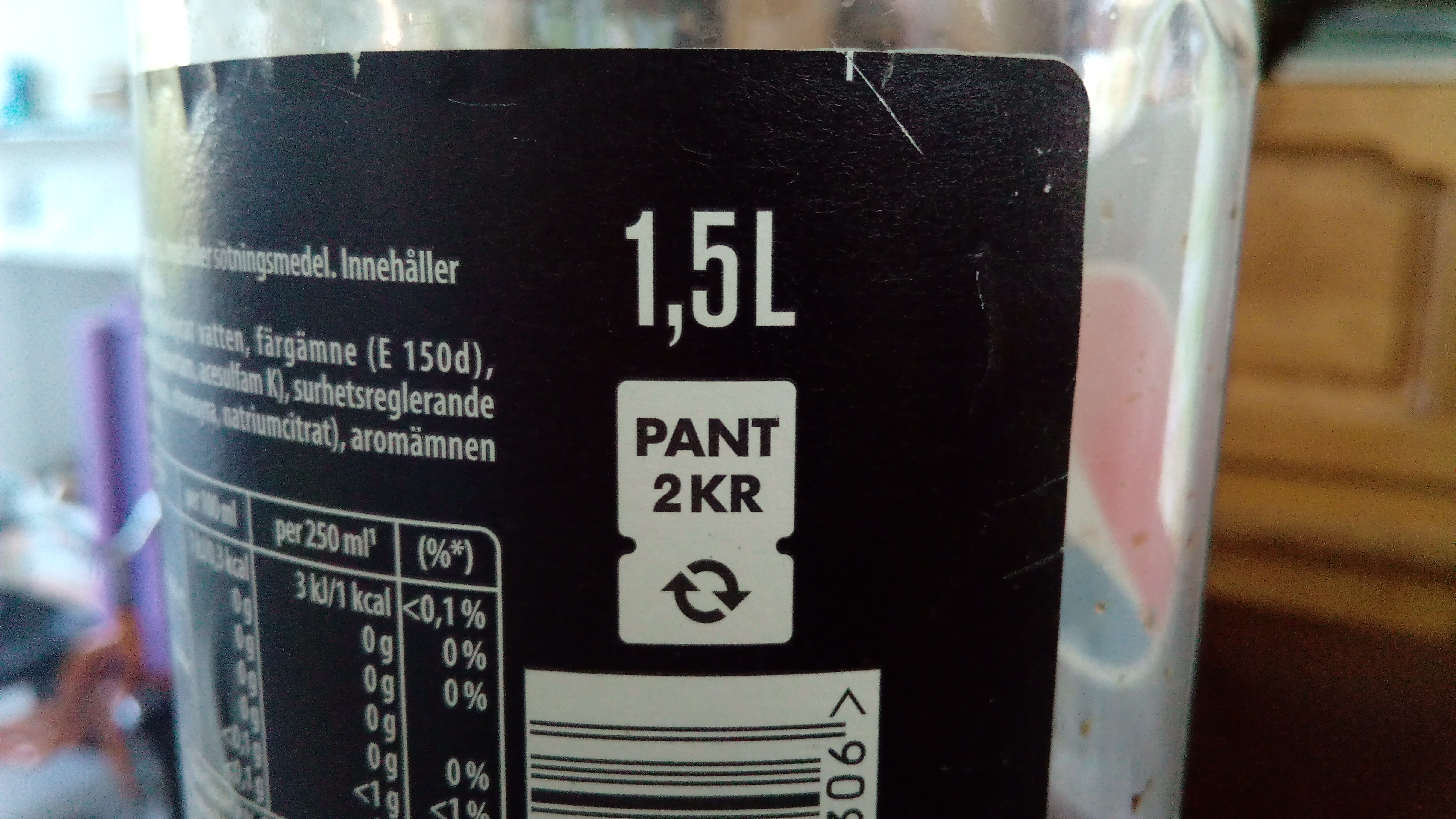
Pantsymbol på en svensk PET-flaska.

Pant är för förpackningar, då kallade pantförpackning eller returförpackning, rätten att erhålla ekonomisk kompensation vid återlämning av förpackningen. Exempel på pantförpackningar är vanligen aluminiumburkar (pantburkar), petflaskor (pantflaskor) och särskilda så kallade returglasflaskor, vilka främst lämnas i särskilda pantbackar. Förpackningar med pant är ett mellanstadium mellan försäljning i lösvikt och engångsförpackningar. Pantsystemet lånar pengar av köparen och konsumentens fordran återbetalas vid inlämnande av förpackning för återvinning hos ombud. Den som betalat panten behöver inte nödvändigtvis vara den som löser ut den. Syftet med pant är återanvändning i samhället samt att minska avfall och nedskräpning. Aluminiumburkar kan smältas ner för att bli till nya. Klara (inkluderar blåaktiga) plastflaskor kan bli till små plaströr som sedan kan blåsas upp till nya flaskor, medan färgade plastflaskor kan bli till andra produkter som buntband eller möbelstoppning. Glasflaskor kan diskas och återfyllas många gånger om.

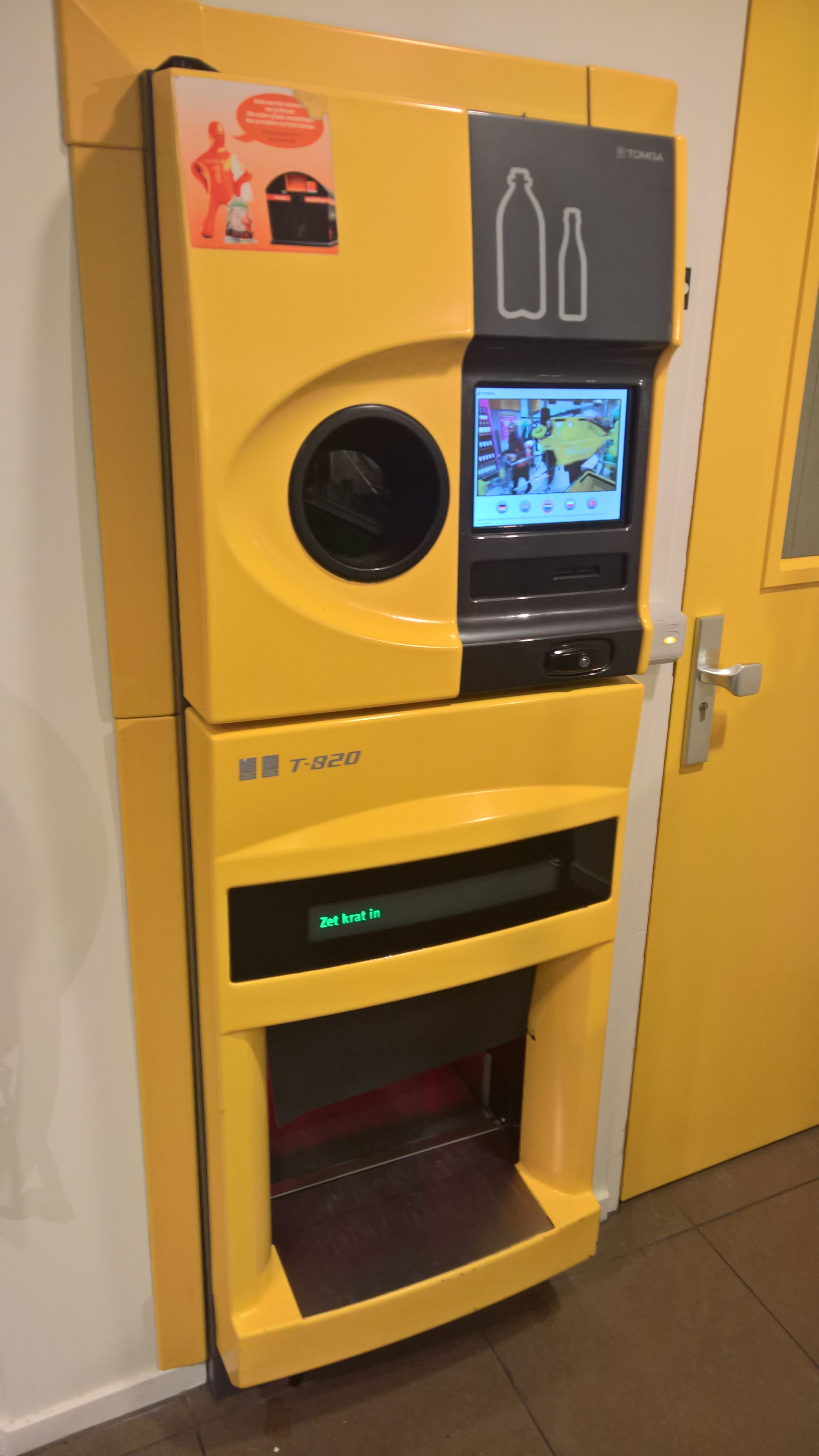
Returautomat för pantburkar, pantflaskor och pantbackar med returglas i Nederländerna. Tillverkad av norska Tomra.

För att återfå panten återlämnas förpackningen i returautomater, så kallade pantautomater, eller manuellt till butiker och andra pantmottagningar.

## Pant i olika länder

Karta över nationella pantsystem i Europa. Eftersom förändringar sker kan det förekomma avvikelser från verkligheten.
Pant för PET-flaskor och aluminiumburkar.
Pant för PET-flaskor, ej aluminiumburkar.
Planerar att införa pantsystem.
Ingen pant för PET-flaskor och aluminiumburkar.

System för pant för flaskor och burkar finns (2023) i följande länder: Australien, Kanada, Danmark, Tyskland, Norge, Sverige samt vissa delstater i USA.

### Europeiska unionen
Den 11 februari 2025 trädde EU:s förordning 2025/40 i kraft, ofta kallad PPWR, Packaging and Packaging Waste Regulation. Förordningen syftar till att till 2040 reducera avfallsmängder med 15% (jämfört med 2018) i samtliga medlemsstater genom att minska mängden förpackningsmaterial, göra förpackningarna mer återvinningsbara samt öka andelen förpackningar som kan återanvändas eller återfyllas. Förordningen ger möjligheter att kräva retursystem samt att dessa ska vara harmoniserade mellan medlemsstater.

### Sverige

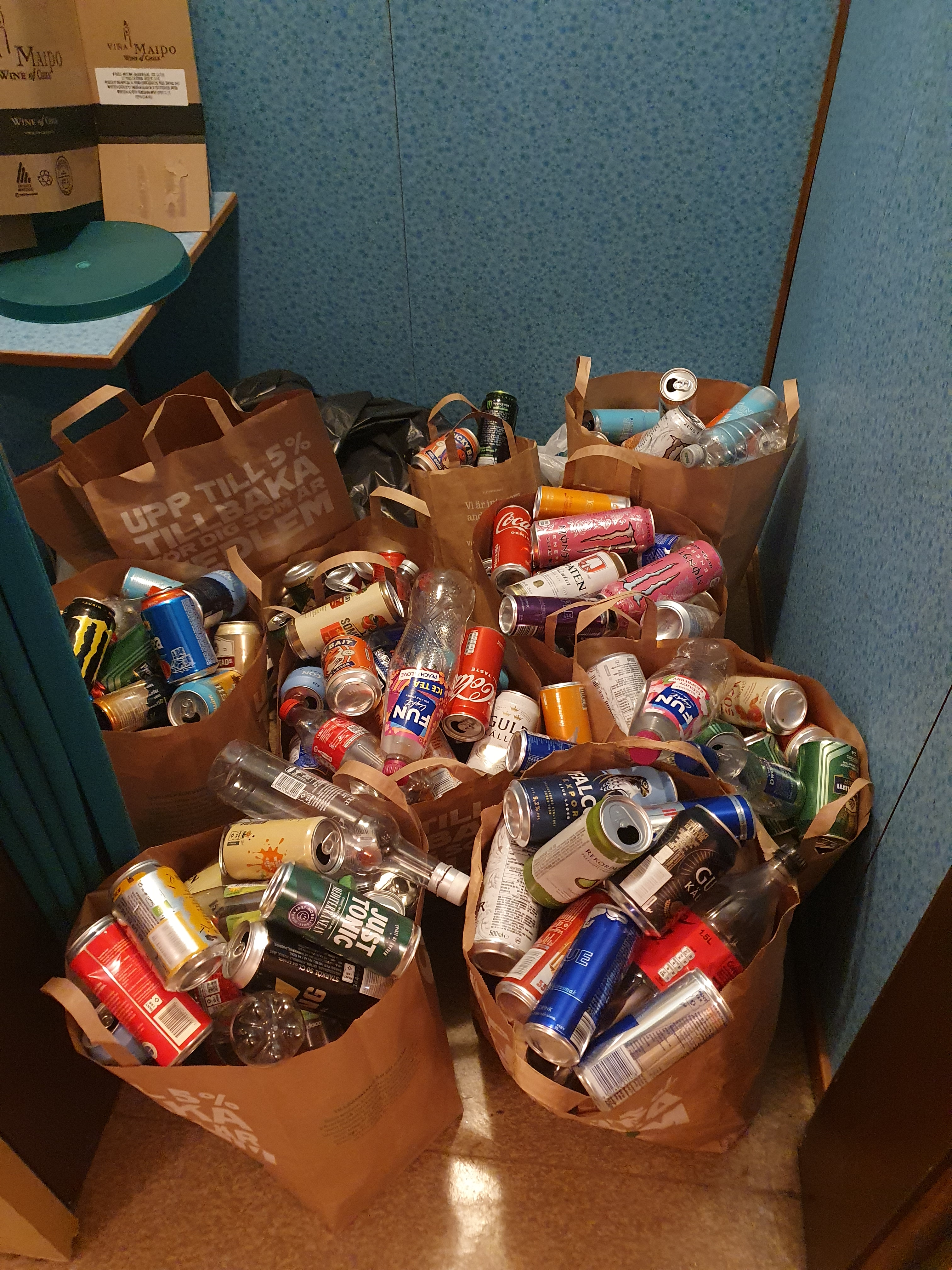
Kollektiv pantinsamling på svenskt internat.

Sverige införde pant på glasflaskor år 1885, som det första landet i världen. År 1984 infördes pant på aluminiumburkar i Sverige och 1994 infördes även pant på PET-flaskor, vilket gjorde Sverige till det första landet med pant på förpackningar som inte är återanvändningsbara.
I Sverige ansvarar Returpack (AB Svenska Returpack och AB Svenska Returpack-PET) för pantsystemet för återvinningsbara förpackningar. Förpackningarna märks på oftast på två sätt: ett pantmärke visar köparen att den ingår i pantsystemet och en streckkod (EAN) låter returautomaten identifiera förpackningen. På Returpacks webbplats kan allmänheten testa om en viss förpackning ingår genom att ange dess kod.
I Sverige finns sedan länge två typer av returglasförpackningar i storlekarna 33 respektive 50 cl. Från och med 1 juni 2025 är panten för bägge förpackningstyperna 3 kronor när det finns en pantsymbol med texten "PANT 3 KR", något som införs successivt. Om butiken saknar returautomat för glas kan det gå att lämna in flaskor och pantbackar manuellt till butiken. Systembolaget tar emot dem i alla sina butiker sedan den 1 november 2022. Höjningen av panten på glasflaskor är en del av en större insats för att få fler privatpersoner att panta glasflaskor. 2025 var det endast 15 procent av privatpersonerna i Sverige som pantade sina glasflaskor. Under 2020-talet har det varit brist på returglasflaskor på bryggerierna som diskar dem och återanvänder dem.
Det är lag på att alla PET-flaskor som innehåller drickfärdig dryck (till exempel läsk, vatten eller cider) måste ingå i pantsystemet. Tidigare var "dryck som huvudsakligen består av grönsaks-, frukt- eller bärjuice" undantagna – även om det är exakt samma typ av flaska till dryckerna. Från och med 15 september 2015 ingår vissa saft- och juiceflaskor i pantsystemet efter frivilliga initiativ. Den 1 januari 2023 infördes nya regler för pant och retur. Då omfattas även förpackningar till drycker som huvudsakligen består av grönsaks-, frukt- eller bärjuice av kravet på att ingå i ett retursystem. Under en övergångsperiod kan dock berörda verksamheter få dispens. En annan förändring var att informations- och tillsynsansvaret för pant och retur flyttades från Jordbruksverket till Naturvårdsverket.
I januari 2025 meddelades att pantbeloppet ska höjas i Sverige för både aluminiumburkar och PET-flaskor. Eftersom förändringen innebär att bland annat pantautomater och produktetiketter behöver bytas ut, beräknas förändringen av pantbeloppet ske tidigast i september 2025. Pantsymbolen anger pantbelopp på enskild förpackning och det ska inte vara möjligt att få högre pant än angiven genom att samla på sig förpackningar under övergången.
Vissa burkar och plastflaskor kan vara märkta med såväl svensk, som norsk och finsk pantsymbol.

## Pantsummor

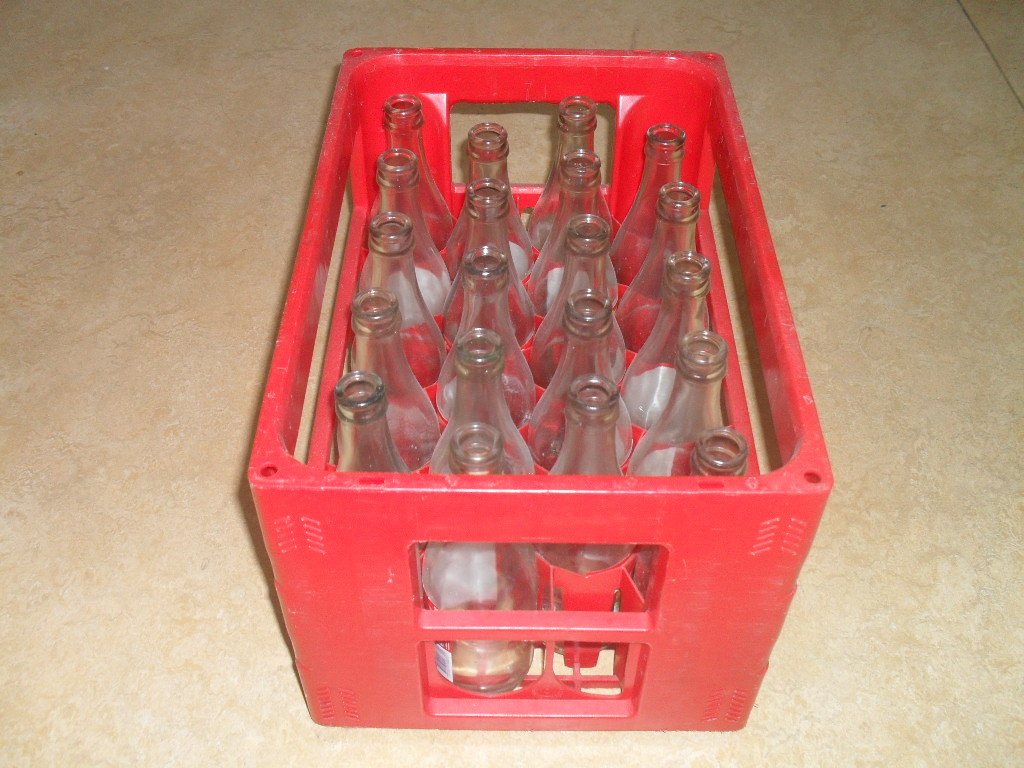
En röd pantback med 20 tomma returglasflaskor.

### Sverige
- 1 krona – aluminiumburkar i alla storlekar
- 1 krona – PET-flaskor upp till 1 liter
- 2 kronor – PET-flaskor över 1 liter

Returglasflaskor och pantbackar ingår i det svenska systemet 
- 33 centiliter – 3 kronor (fram till den 31 maj 2025 och under övergången: 60 öre. Pantbeloppet på flaskan avgör.)
- 50 centiliter – 3 kronor (fram till den 31 maj 2025 och under övergången: 90 öre. Pantbeloppet på flaskan avgör.)

### Finland
- 0,15 € – aluminiumburkar i alla storlekar
- 0,10 € – PET-flaskor upp till 0,35 liter
- 0,20 € – PET-flaskor 0,5 till 1 liter
- 0,40 € – PET-flaskor på 1,5 liter eller mera

### Norge
- 2 kronor - aluminiumburkar och PET-flaskor upp till 0,5 liter
- 3 kronor - aluminiumburkar och PET-flaskor på 1 liter eller mera

### Danmark
- 1 krona - aluminiumburkar och glasflaskor upp till 0,5 liter
- 1,50 kronor - PET-flaskor upp till 0,5 liter
- 3 kronor - alla burkar och flaskor på 1 liter eller mera